# エーリチェ (ペスカーラ県)
エーリチェ（イタリア語: Elice）は、イタリア共和国アブルッツォ州ペスカーラ県にある、人口約1,700人の基礎自治体（コムーネ）。

## 地理

### 位置・広がり

#### 隣接コムーネ
隣接するコムーネは以下の通り。括弧内のTEはテーラモ県所属を示す。
- アトリ (TE)
- カスティレンティ (TE)
- チッタ・サンタンジェロ
- コッレコルヴィーノ
- ペンネ
- ピッチャーノ

## 行政

### 分離集落
エーリチェには、以下の分離集落（フラツィオーネ）がある。
- Castellano, Colle d'Odio, Collina, Madonna degli Angeli, Quattro Strade, Sant'Agnello